# Emanuel de Witte
Pour les articles homonymes, voir de Witte.
Emanuel de Witte est un peintre néerlandais né en 1617 à Alkmaar (Pays-Bas), mort à Amsterdam en 1692. Il est principalement connu pour ses peintures d'intérieurs d'église.

## Biographie
Les archives qui nous sont parvenues concernant Emanuel de Witte sont incomplètes.

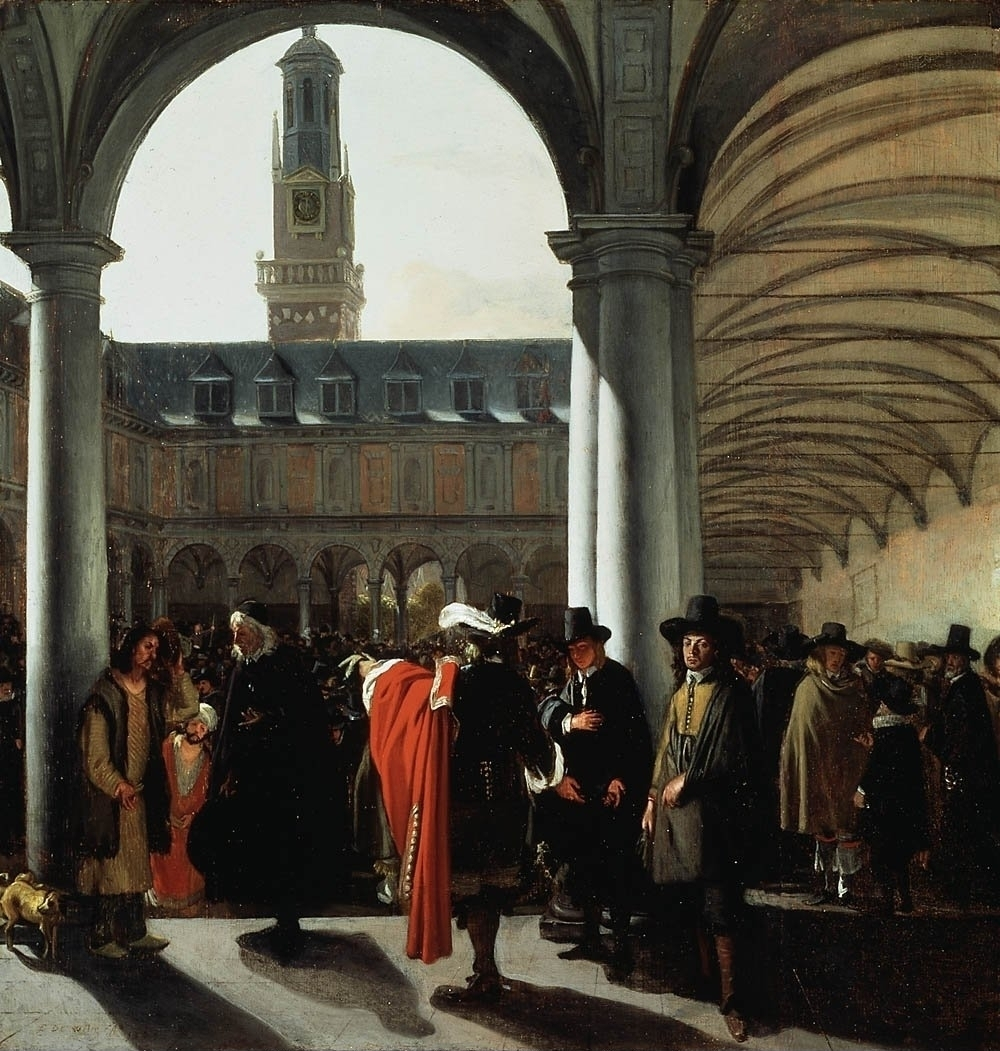
Le Préau de la Bourse à Amsterdam, (v.1653), Musée Boijmans Van Beuningen, Rotterdam

Il est né en 1617 à Alkmaar, Pays-Bas. Son père était maître d’école, spécialiste de l’arithmétique et de la rhétorique. L’art de la parole et la disposition pour les perspectives dans les peintures d’Emmanuel sont sans doute un héritage paternel. Il est reçu comme maître dans la Guilde des peintres de sa ville natale en 1636, il a alors 19 ans. Il devient l’élève de Evert van Aelst à Delft à partir de 1637.
Il aurait ensuite passé deux ans à Rotterdam (1639-1640), puis s'installe à Delft où il s’inscrit à la guilde le 23 juin 1641. Le 28 octobre de la même année, sa fille est baptisée à l’Église Vieille sous le nom de Jacquemintgen. Fait hors du commun pour cette époque et qui illustre le non-conformisme de de Witte, il n’est pas marié lorsque naît cette enfant. Il ne se fiance avec la mère, Geertje Ariaens van de Velde, qu’un an après le baptême. Il a une deuxième fille, Lysbeth, baptisée dans la même église que sa sœur aînée le 20 février 1647.
En 1649, un an après son déménagement, il doit 100 florins à un certain Pick, aubergiste et peintre de son état, pour des dettes de jeux. En guise de remboursement, De Witte exécute deux tableaux d’une valeur de 100 florins chacun et les vend à son créancier 100 florins les deux. C’est la première référence, et loin d’être la dernière, à ce type de paiement de la part de l’artiste.
Les actes notariés de l’époque font état d’un bail d’une durée d’un an signé le 22 mai 1650 pour une maison. Il quitte sans doute Delft à son échéance pour s’installer de manière définitive à Amsterdam.
Sa femme meurt en 1655 et il épouse une orpheline de 23 ans, Lysbeth Lodewycx de der Plass le 3 septembre 1655 à Amsterdam. Comme lors de son premier mariage, l’adresse de résidence des époux est la même, ce qui laisse supposer qu’ils habitaient déjà ensemble avant leur union officielle. Les problèmes pécuniaires surgissent en 1658, alors qu’il doit 470 florins à son propriétaire. Il lui donne alors son mobilier comme garantie, incluant ses tableaux. Ses biens sont probablement saisis puisque son inventaire de 1659 prouve qu’il ne possède plus de meubles.
C’est à partir de ce moment qu’il vit chez des mécènes. Le premier est un notaire, Joris de Wijs, qui l’héberge, le nourrit et lui donne 800 florins annuellement en échange de quoi, toute la production de De Witte sous son toit lui appartient. En 1663, il habite chez Laurens Mauritsz Doucy. Quatre ans plus tard, De Witte est incapable de lui payer 375 florins, dette pour « frais de nourriture ». Il se retrouve alors en lien avec un troisième hôte, le peintre Joannes Collaert, qui paiera pour lui si De Witte produit 5 peintures et les lui donne en plus de son matériel d’artiste resté chez Doucy. En 1670, il quitte Collaert et prend nouvelle adresse chez un aubergiste, Groendijck.
Tous ces changements de résidences, ses dettes et ses tractations pour s’en sortir lui valurent un procès qui dura de 1668 à 1671. Au cours d’un autre démêlé juridique qu’il eut en 1667, on fait état d’un tableau qui pourrait être Intérieur avec une femme jouant du virginal.
Selon le biographe Arnold Houbraken, pendant l'hiver 1691, Emanuel de Witte se dispute avec son logeur qui lui réclame le prix de sa pension, menaçant de l’expulser. Excédé, le peintre se leva et sortit. Le même soir, il fit un froid glacial et les rivières gelèrent. Au dégel, après onze semaines, on repêcha son corps près d’une écluse. Il avait une corde autour du cou. Les autorités supposèrent que la corde avec laquelle il avait voulu se pendre s'était rompue et qu’il s’était noyé. C’était au printemps 1692 ; le peintre avait presque 75 ans.

## Œuvres

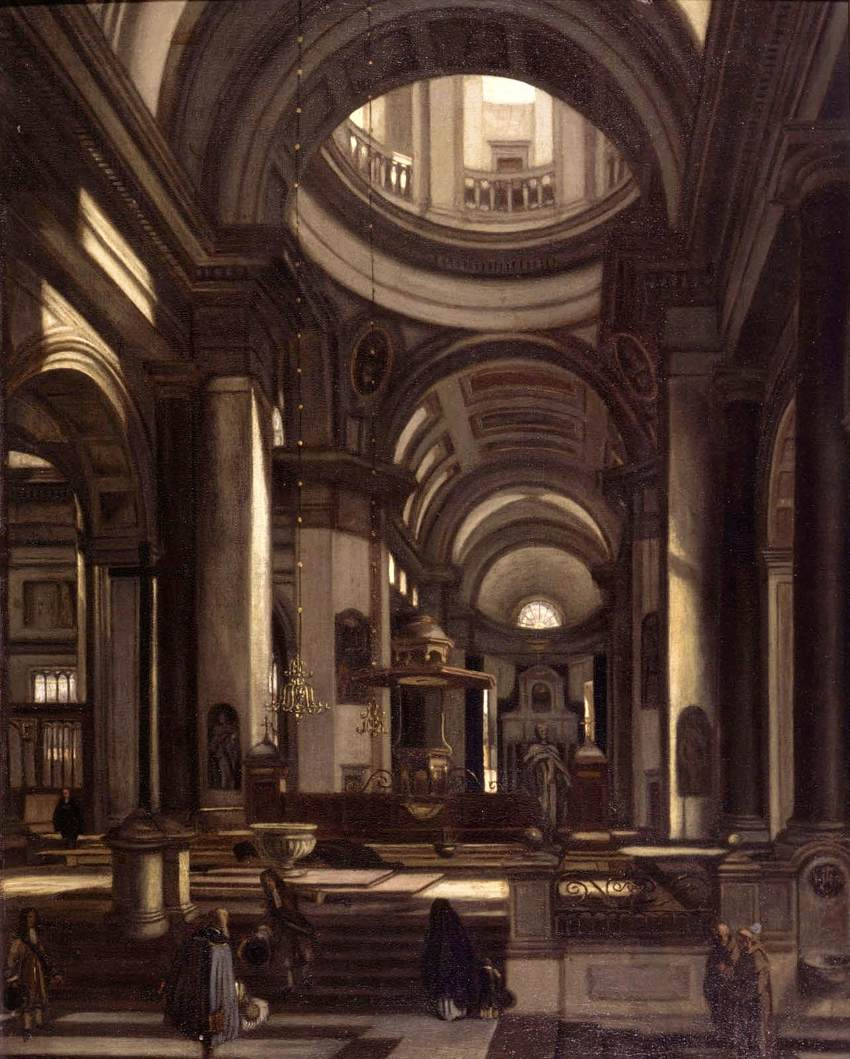
Intérieur d'une église [s.d.],
collection particulière

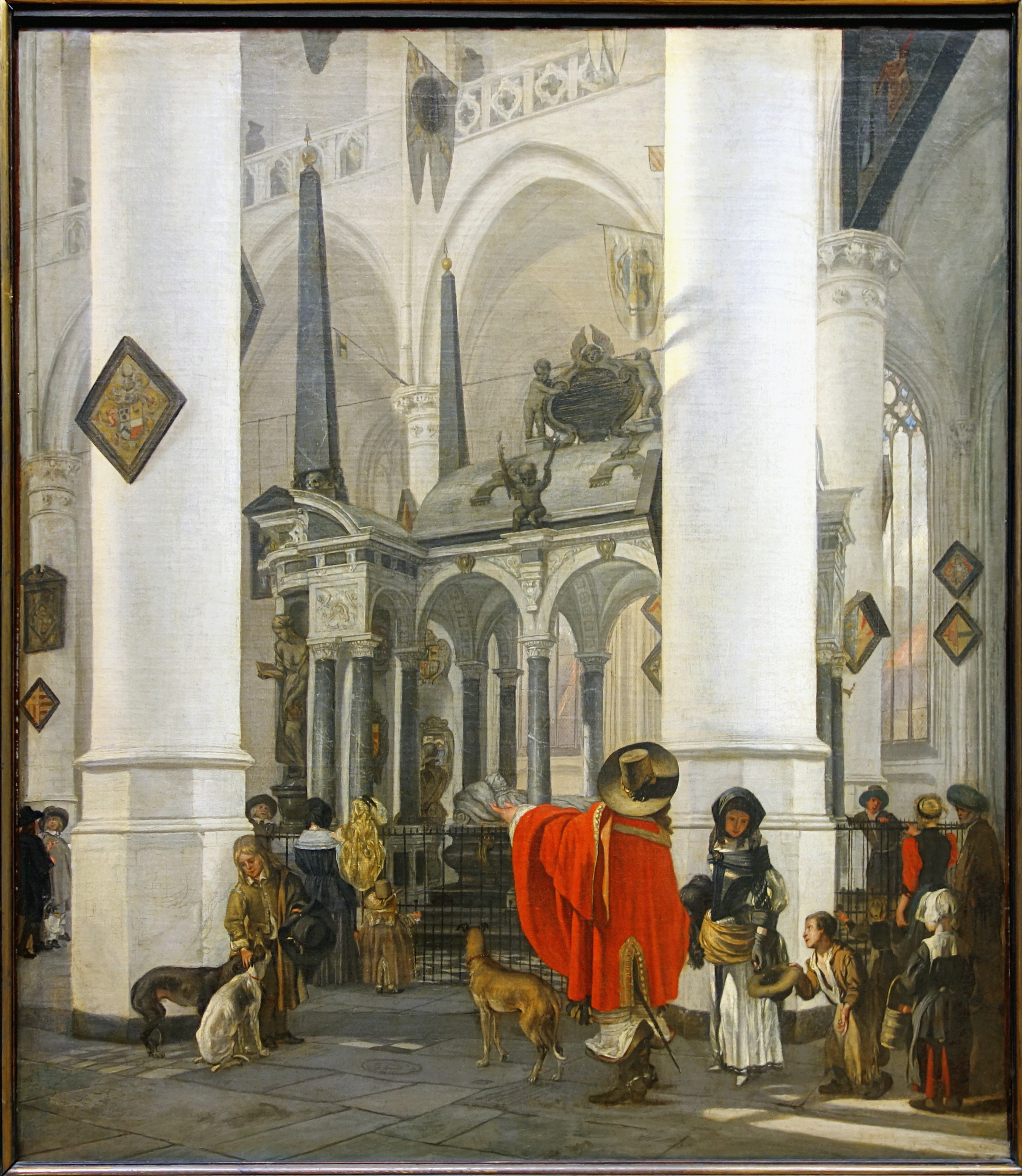
Vue de la tombe de Guillaume le Taciturne issue de Intérieur de la Nieuwe Kerk de Delft (1656), Musée des beaux-arts de Lille

- Intérieur d'une église, huile sur bois, 68 × 51 cm, [s.d.], Musée des beaux-arts Pouchkine, Moscou
- Intérieur d'une église, huile sur toile, 80 × 63 cm, [s.d.], Collection particulière
- Vieille Église de Delft, huile sur toile, 95 × 82 cm, (vers 1642), Musée de l'Ermitage, Saint-Pétersbourg
- Le Vieux Marché de poissons sur la digue, Amsterdam, huile sur panneau, 55 × 45 cm, (vers 1650), Musée Thyssen-Bornemisza, Madrid
- Intérieur de la Oude Kerk, Delft, huile sur panneau, 48 × 35 cm, (1650 - 1652), Metropolitan Museum of Art, New York
- Intérieur de la Oude Kerk de Delft pendant un sermon, huile sur bois, 61 × 44 cm, (1651), The Wallace Collection, Londres
- Intérieur de la Nieuwe Kerk de Delft, avec vue de la tombe de Guillaume le Taciturne, huile sur panneau, 108 × 91 cm, (vers 1651), Museum Briner und Kern de Winterthour
- Un sermon dans la Ourde Kerk de Delft, huile sur panneau, 73 × 60 cm, (1651 - 1652), Musée des beaux-arts du Canada
- Le Préau de la Bourse à Amsterdam, huile sur panneau, 49 × 47,5 cm, (1653), Musée Boijmans Van Beuningen, Rotterdam
- Intérieur de la Nieuwe Kerk de Delft, avec vue de la tombe de Guillaume le Taciturne, huile sur toile, 97 × 85 cm, (1656), Palais des beaux-arts de Lille
- Intérieur d'église, huile sur toile, 57 × 65 cm, Musée Thyssen-Bornemisza, MadridEglise, Musée Thyssen-Bornemisza
- Intérieur de la Oude Kerk de Delft, Amsterdam, pendant un sermon, huile sur toile, 79 × 63 cm, (1658-1659), National Gallery, Londres
- Intérieur d'église, huile sur toile, 80 × 66 cm, (vers 1660), Musée de l'Ermitage, Saint-Pétersbourg
- Intérieur d'une église baroque, huile sur toile, 49 × 57 cm, (vers 1660), Musées d'État de Berlin
- Intérieur avec une femme jouant du virginal, huile sur toile, 97,5 × 109,7 cm, (1660 - 1667), Musée des beaux-arts de Montréal
- Intérieur d'une église protestante gothique, huile sur toile, 122 × 104 cm, (1660 - 1680), Rijksmuseum, Amsterdam[1]
- Intérieur de la Nieuwe Kerk de Delft, huile sur toile, 79 × 67 cm, (1664), Residenzgalerie, Salzbourg
- Intérieur d'un temple, Musée des beaux-arts d'Orléans.
- Intérieur avec une femme au virginal, huile sur toile, 77,5 × 104,5 cm, (1665 - 1670), Musée Boijmans Van Beuningen, Rotterdam (tableau jumeau de celui du Musée des beaux-arts de Montréal).
- Intérieur d'une église protestante, huile sur toile, 79 × 112 cm, (1668), Musée Boijmans Van Beuningen, Rotterdam
- Intérieur d'une église catholique imaginaire, huile sur toile, 110 × 85 cm, (1668), Mauritshuis, La Haye[2]
- Intérieur d'église, huile sur toile, 55 × 44 cm, (vers 1669), Musée du Louvre
- Le Marché aux poissons, huile sur toile, 67 × 75 cm, (1672), Musée Boijmans Van Beuningen, Rotterdam[3]
- Intérieur d'église, huile sur toile, 79 × 69 cm, (1674), Wallraf-Richartz Museum de Cologne
- Portrait de famille dans un intérieur, huile sur toile, 69 × 87 cm, (1678), Alte Pinakothek de Munich
- Intérieur d'église gothique, huile sur toile, 63,5 × 49,5 cm, (1679), Musée des beaux-arts de Strasbourg
- Intérieur de la synagogue portugaise d'Amsterdam, huile sur toile, 110 × 99 cm, (vers 1680), Rijksmuseum, Amsterdam[4]
- Marché du port, huile sur toile, 61 × 75 cm, (vers 1680), Musée des beaux-arts Pouchkine, Moscou
- Chœur de la nouvelle église d'Amsterdam avec la tombe de Michiel de Ruijter, 123,5 × 105 cm, (1683), Amsterdam Museum

### Galerie

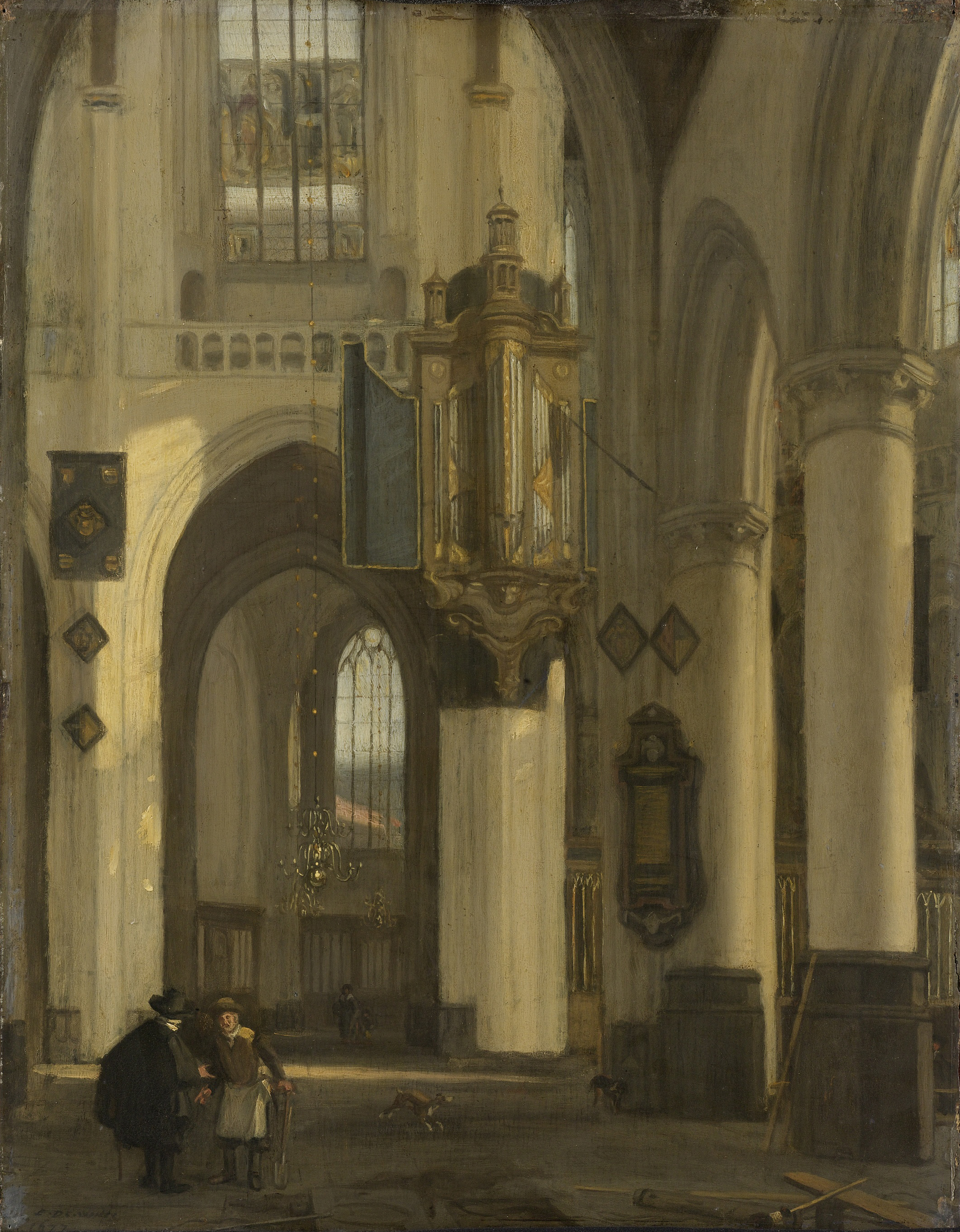
Eglise protestante,1668 Rijksmuseum
Eglise protestante,1668 Boijman Museum
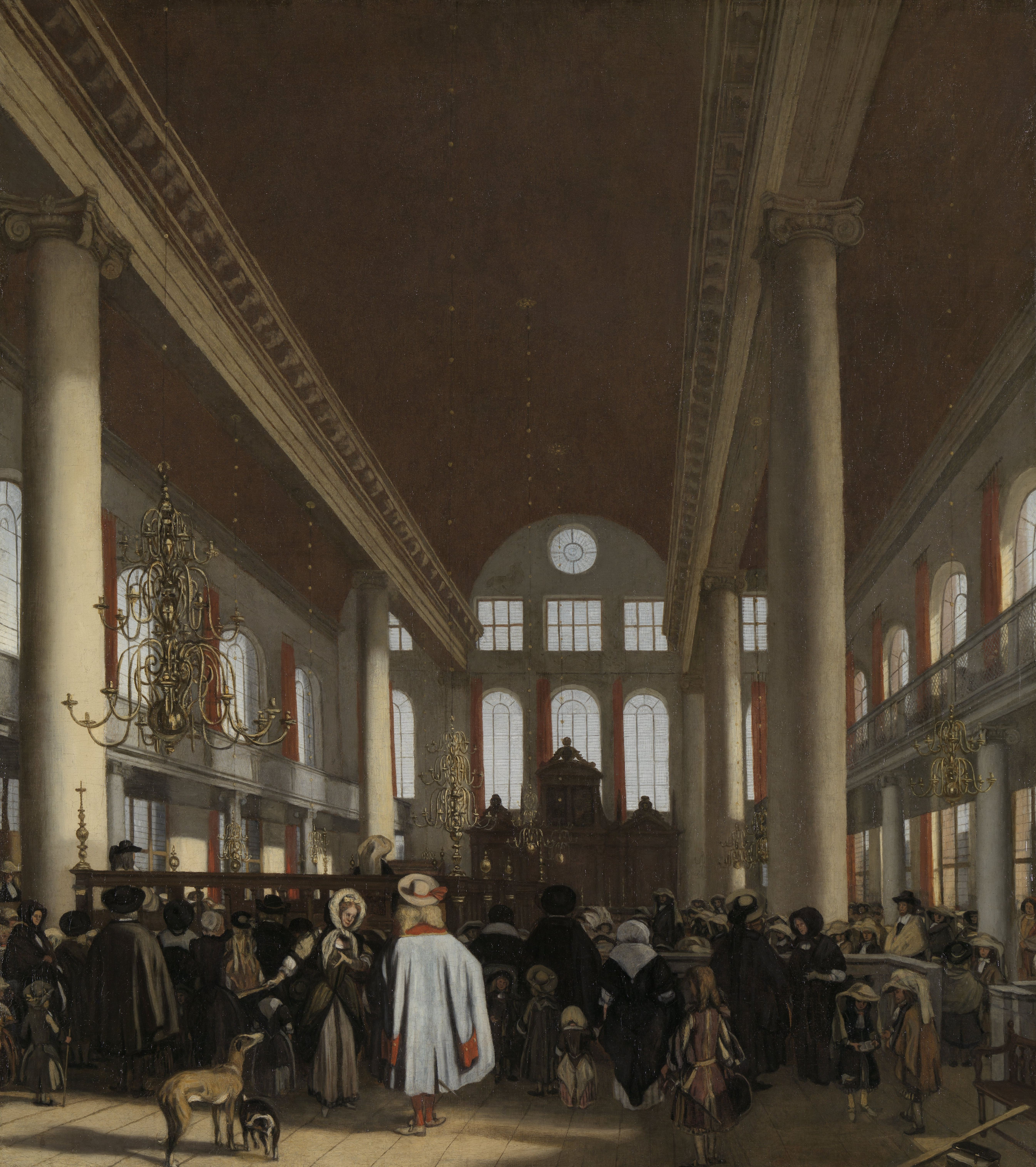
Synagogue portugaise,1680 Rijksmuseum
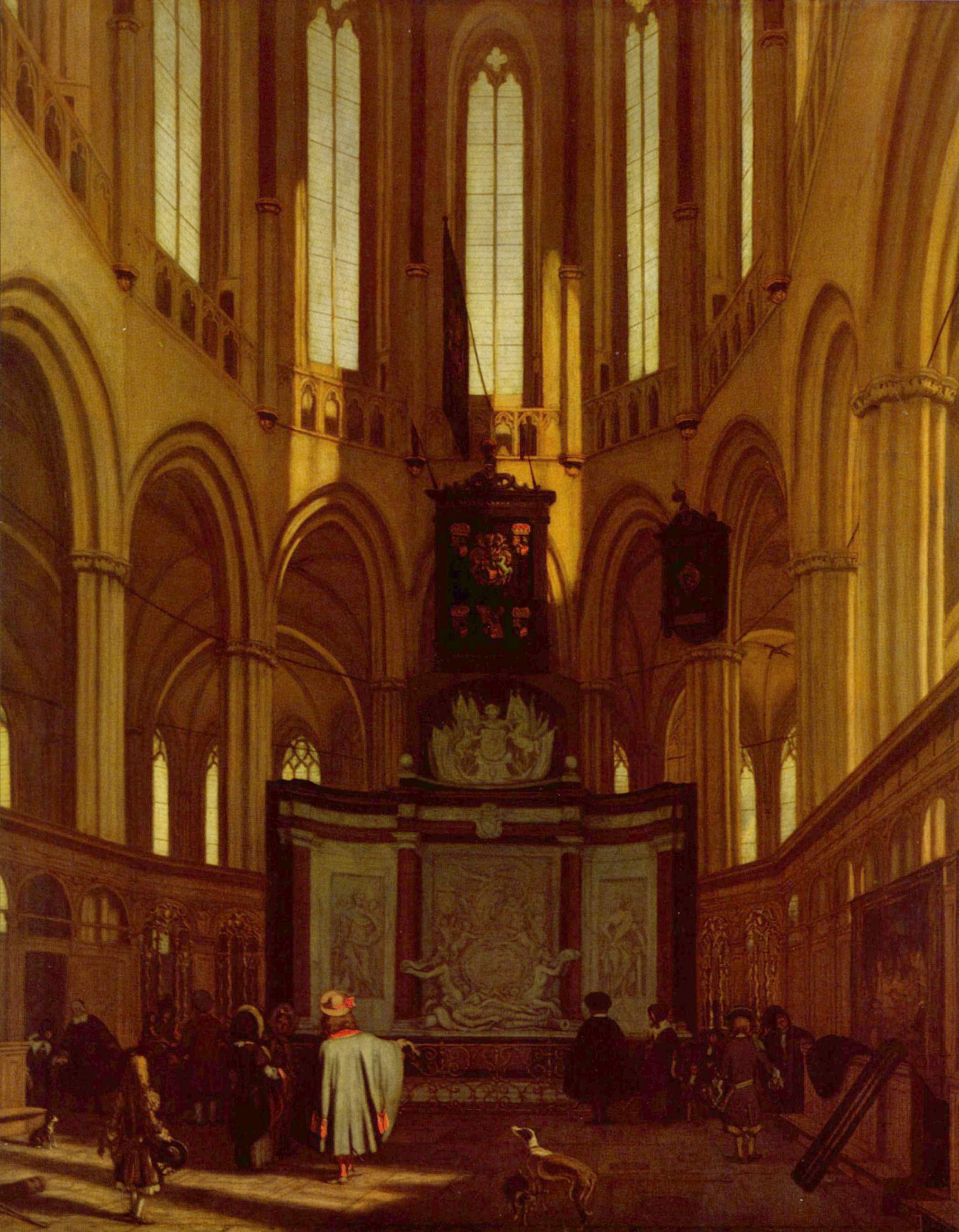
Nieuwe Kerk d'Amsterdam, 1683 Amsterdam Museum
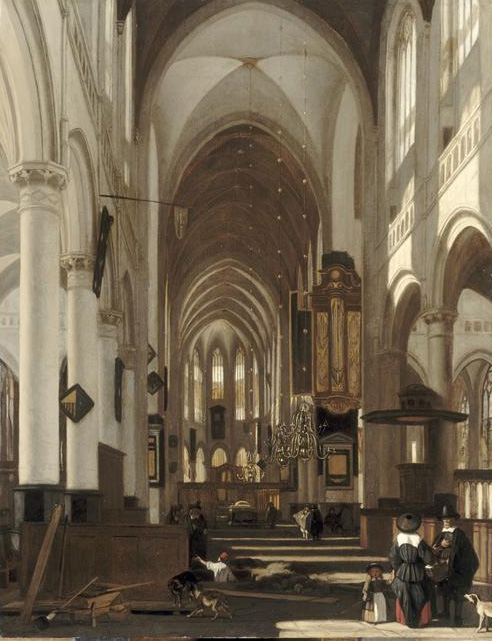
Intérieur d'église (v. 1669, Louvre) : l'éclairage depuis le nord est impossible[5].